# O corpo aberto
O corpo aberto (lit. ‘El cos obert’) és un film gallegoportuguès del 2022 dirigit per Ángeles Huerta. Es basa en el relat Lobosandaus, que forma part del llibre de contes Arraianos, publicat per Xosé Luís Méndez Ferrín.

## Argument

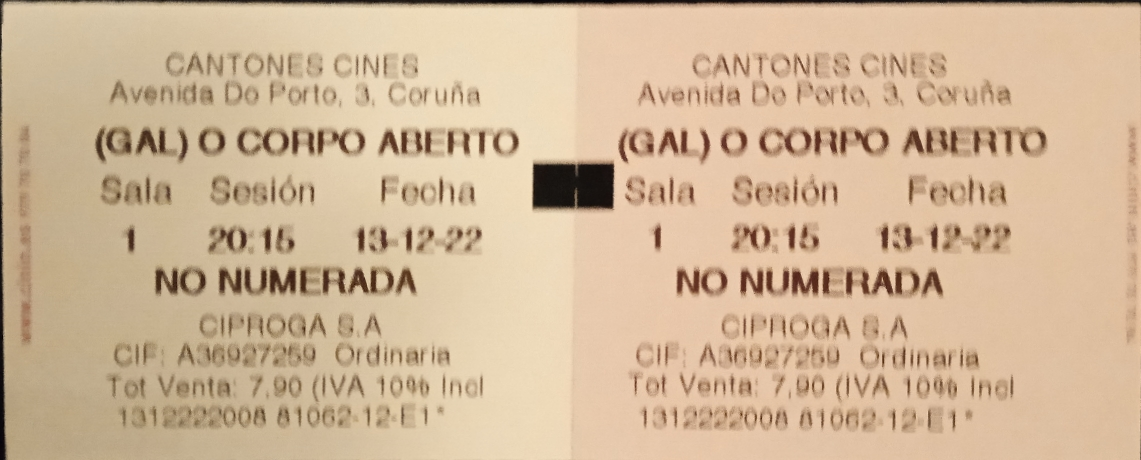
Entrada d'una projecció al cinema.

El 1909, el jove mestre Miguel és enviat a un poblet a La Raia, la frontera entre Galícia i Portugal que s'anomena Lobosandaus. En arribat, coneix Obdulia, una dona aparentment posseïda per l'esperit de l'antic amant de la seva cunyada Dorinda. En Miguel, que és un home racional, comença a qüestionar-se l'existència d'allò que és supernatural.

## Repartiment
- Tamar Novas com a Miguel[6]
- María Vázquez com a Obdulia[6]
- Victória Guerra com a Dorinda[6]
- Nicolás Otero com a Clamores[7]
- Elena Seijo com a Aparecida[7]
- José Fidalgo com a Mauro[7]
- Federico Pérez Rey com a Turelo[7]
- Miquel Ínsua com a Don Fernando[7]
- Izan González com a Martín[7]

## Producció
És una coproducció espanyola i portuguesa entre OlloVivo (de Galícia), Fasten Films (de Catalunya) i Cinemate (de Portugal), amb el suport de l'Axencia Galega das Industrias Culturais i de l'Institut de la Cinematografia i de les Arts Audiovisuals. El guió va ser confeccionat per la mateixa Ángeles Huerta i per Daniel D. García, basant-se en el relat Lobosandaus, de l'antologia Arraianos de Xosé Luís Méndez Ferrín. Es va filmar a Muíños, Lobeira i Calvos de Randín (a la província d'Ourense) i a Tourém i Pitões das Júnias (tots dos a Montalegre), entre altres ubicacions. Va ser rodada principalment en gallec i portuguès, tot i que incorpora un diàleg en castellà.

## Estrena
Filmax va adquirir els drets cinematogràfics internacionals del film. O corpo aberto va recórrer diversos festivals: el Festival de Cinema de Terror de Lisboa, el Festival Internacional de Cinema d'Ourense, el 67è Festival Internacional de Cinema de Valladolid i el 60è Festival Internacional de Cinema de Gijón. Es va estrenar a les sales de cinema d'Espanya el 9 de desembre del 2022.

## Recepció

### Crítica
Pablo Vázquez de Fotogramas va valorar el film amb 3 de 5 estrelles i va fer notar la interpretació de Novas, la millor de l'actor fins aleshores, com el més destacat de la producció. Com a punt negatiu va esmentar «una narració una mica enrevessada».
Santiago Alverú de Cinemanía va puntuar-lo amb 3½ estrelles i va resumir-lo com «una honesta cerca del fantasma del mal somiat».
Miguel Anxo Fernández de La Voz de Galicia va considerar O corpo aberto «un film honest, valent i ben rematat, destinat a perdurar, que confirma Ángeles Huerta com una directora solvent i benvinguda a l'univers de la ficció».

### Premis i nominacions
| Any  | Premi               | Categoria                      | Receptor(s)                                 | Resultat  | Ref.                 |
| ---- | ------------------- | ------------------------------ | ------------------------------------------- | --------- | -------------------- |
| 2022 | Premis Mestre Mateo | Millor pel·lícula              | O corpo aberto                              | Guanyador | [ 16 ] [ 17 ] [ 18 ] |
| 2022 | Premis Mestre Mateo | Millor direcció                | Ángeles Huerta                              | Guanyador | [ 16 ] [ 17 ] [ 18 ] |
| 2022 | Premis Mestre Mateo | Millor guió                    | Ángeles Huerta i Daniel D. García           | Guanyador | [ 16 ] [ 17 ] [ 18 ] |
| 2022 | Premis Mestre Mateo | Millor actor                   | Tamar Novas                                 | Guanyador | [ 16 ] [ 17 ] [ 18 ] |
| 2022 | Premis Mestre Mateo | Millor actriu                  | María Vázquez                               | Nominat   | [ 16 ] [ 17 ] [ 18 ] |
| 2022 | Premis Mestre Mateo | Millor actriu                  | Victória Guerra                             | Nominat   | [ 16 ] [ 17 ] [ 18 ] |
| 2022 | Premis Mestre Mateo | Millor actriu secundària       | Elena Seijo                                 | Nominat   | [ 16 ] [ 17 ] [ 18 ] |
| 2022 | Premis Mestre Mateo | Millor actor secundari         | Federico Pérez Rey                          | Guanyador | [ 16 ] [ 17 ] [ 18 ] |
| 2022 | Premis Mestre Mateo | Millor direcció de fotografia  | Gina Ferrer                                 | Guanyador | [ 16 ] [ 17 ] [ 18 ] |
| 2022 | Premis Mestre Mateo | Millor muntatge                | Sandra Sánchez                              | Nominat   | [ 16 ] [ 17 ] [ 18 ] |
| 2022 | Premis Mestre Mateo | Millor banda sonora original   | Mercedes Peón                               | Guanyador | [ 16 ] [ 17 ] [ 18 ] |
| 2022 | Premis Mestre Mateo | Millor supervisió de producció | Tamara Soto Mato                            | Guanyador | [ 16 ] [ 17 ] [ 18 ] |
| 2022 | Premis Mestre Mateo | Millor direcció artística      | Antonio Pereira                             | Guanyador | [ 16 ] [ 17 ] [ 18 ] |
| 2022 | Premis Mestre Mateo | Millor so                      | Diego Staub i Jordi Rossinyol               | Guanyador | [ 16 ] [ 17 ] [ 18 ] |
| 2022 | Premis Mestre Mateo | Millor disseny de vestuari     | Teresa Sousa                                | Guanyador | [ 16 ] [ 17 ] [ 18 ] |
| 2022 | Premis Mestre Mateo | Millor maquillatge i pentinats | Raquel Fidalgo, Noé Montes i María Barreiro | Guanyador | [ 16 ] [ 17 ] [ 18 ] |